# محركات سبيس إكس الصاروخية

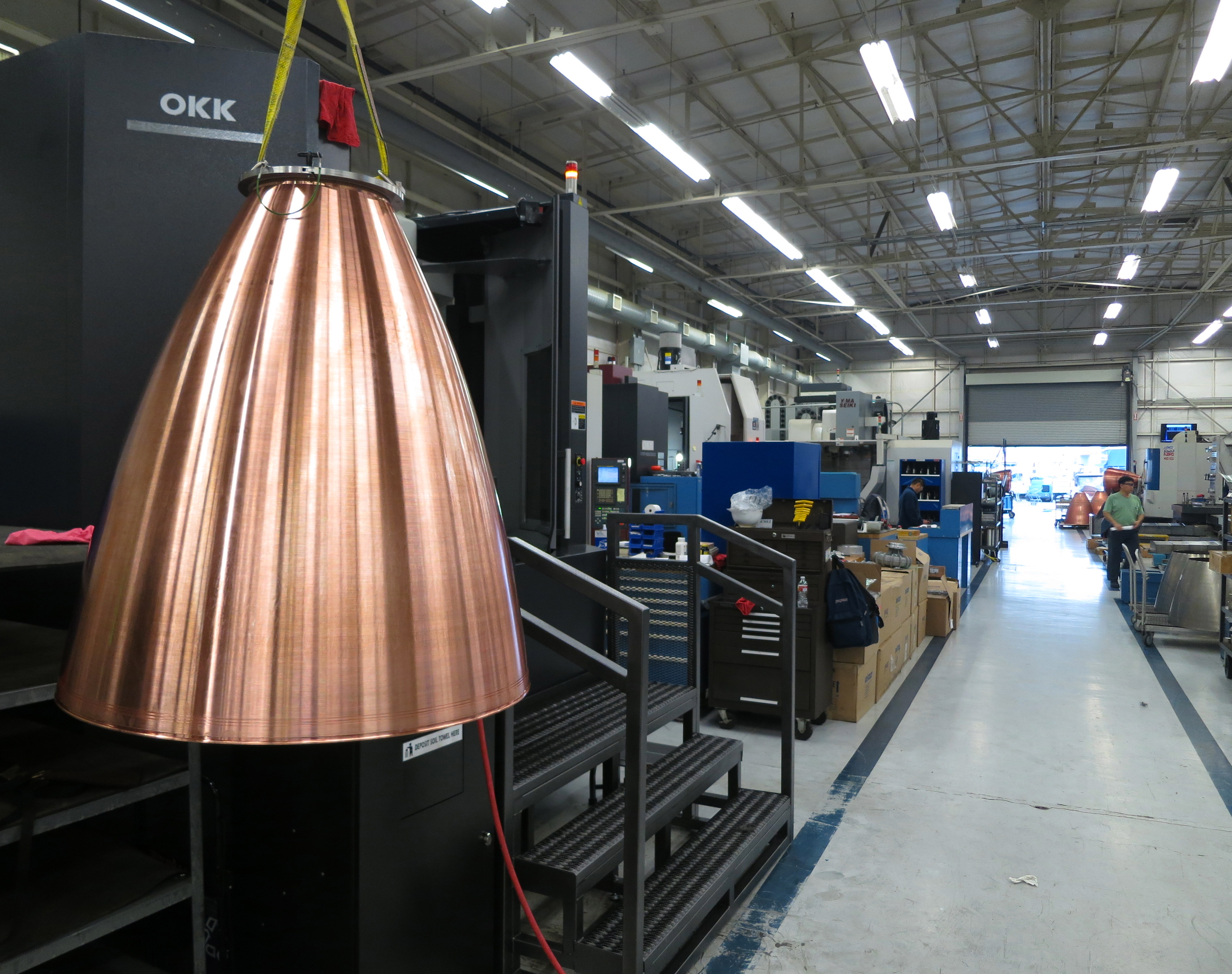
أحد المباني المخصصة لتصنيع محركات سبيس إكس من نوع ميرلين 1د.

منذ تأسيس شركة سبيس إكس في عام 2002، طورت الشركة أربع عائلات من المحركات الصاروخية – ميرلين وكيستريل ودراكو وسوبر دراكو – وتعمل حاليًا (منذ عام 2016) على تطوير محرك صاروخي آخر: رابتور، وخط جديد من محركات ميثوكس الصاروخية.

## نظرة تاريخية
في السنوات العشر الأولى من تاريخ سبيس إكس، بقيادة المهندس توم مولر، طورت الشركة مجموعة متنوعة من المحركات الصاروخية التي تعمل بالوقود السائل، مع وجود نوع إضافي واحد على الأقل قيد التطوير. اعتبارًا من أكتوبر 2012، طُور كل محرك من المحركات التي طُورت حتى الآن، كيستريل وميرلين 1 ودراكو وسوبر دراكو، للاستخدام الأولي في مركبات إطلاق سبيس إكس – فالكون 1 وفالكون 9 وفالكون الثقيل - أو لكبسولة دراغون. يُستخدم الكيروسين في كل محرك رئيسي طُور بحلول عام 2012، إذ تعتمد المحركات على وقود آر بّي 1 مع الأكسجين السائل (إل أوه إكس)، بينما استخدمت محركات آر سي إس (نظام التحكم في رد الفعل) وقودًا مفرطًا قابل للتخزين.
في نوفمبر 2012، في اجتماع الجمعية الملكية للطيران في لندن، المملكة المتحدة، أعلنت سبيس إكس أنها تخطط لتطوير محركات تعتمد على الميثان في صواريخها المستقبلية. تستخدم هذه المحركات دورة الاحتراق ذات المراحل، لتحقيق كفاءة أعلى مماثلة للنظام المستخدم في محرك إن كاي 33 السوفييتي.
بحلول منتصف عام 2015، طورت سبيس إكس 9 هياكل لمحركات صاروخية في أول 13 عامًا من تاريخ الشركة.

## المحركات التي تعمل بالكيروسين
طورت سبيس إكس محركين يعملان بالكيروسين خلال عام 2013، ميرلين 1 وكيستريل، وناقشت علنًا تصميمًا عالي المستوى لمحرك أكبر بكثير يُسمى ميرلين 2. يُستخدم محرك ميرلين 1 في المرحلة الأولى لصاروخ فالكون 1 والمرحلة الثانية لصاروخي فالكون 9 وفالكون الثقيل. زُودت المرحلة الثانية لصاروخ فالكون 1 بمحرك كيستريل.

### ميرلين 1
ميرلين 1 هي عائلة من المحركات الصاروخية، التي تستخدم مزيج من وقود آر بّي 1 والأكسجين السائل، طُورت بين عامي 2003 و2012. يمتلك محرك ميرلين 1 إيه وميرلين 1 بي فوهةً مبردة مصنوعة من ألياف الكربون. ينتج ميرلين 1 إيه قوة دفع تساوي 340 كيلو نيوتن (76000 باوند قوة) وقد استُخدم في المرحلة الأولى في أول رحلتين لصاروخ فالكون 1 في عامي 2006 و2007. امتلك محرك ميرلين 1 بي مضخة توربينية أكثر قوة إلى حد ما، وأنتج قوة دفع أكبر، لكنه لم يُستخدم في أي رحلة قبل أن بدأت سبيس إكس باستخدام محركات ميرلين 1 سي.
كان ميرلين 1 سي المحرك الأول من نوعه في عائلة ميرلين الذي يستخدم فوهةً وحجرة احتراق ذات تبريد متجدد. أُطلِق لأول مرة في مهمة إطلاق كاملة في عام 2007، وحلق لأول مرة في مهمة فالكون 1 الثالثة في أغسطس 2008، واستُخدم لإطلاق «أول صاروخ طُور بشكل خاص يعمل بالوقود السائل يتمكن من الوصول إلى المدار بنجاح» (الرحلة الرابعة لفالكون 1) في سبتمبر 2008، بعد ذلك استُخدم المحرك لإطلاق أول خمس رحلات لفالكون 9 بين عامي 2010 و2013.
يتمتع ميرلين 1 دي، الذي طُور بين عامي 2011 و2012، بفوهة وحجرة احتراق ذات تبريد متجدد. يتمتع المحرك بقوة دفع في الفراغ تساوي تبلغ 690 كيلو نيوتن (155000 باوند قوة)، واندفاع نوعي في الفراغ يساوي 310 ثانية، ونسبة تمدد إضافية تساوي 16 (مقارنةً بنسبة محرك ميرلين 1 سي البالغة 14.5) وضغط حجرة يساوي 9.7 ميجا باسكال (1410 باوند لكل إنش). تمتع المحرك بميزة جديدة وهي القدرة على تخفيض قوة الدفع من 100% إلى 70%. يتمتع المحرك بنسبة دفع إلى وزن تساوي 150:1 وهي أعلى نسبة على الإطلاق. كانت الرحلة الأولى لمحرك ميرلين 1 دي هي أيضًا الرحلة الأولى لصاروخ فالكون 9 النسخة 1.1. في 29 سبتمبر 2013، أطلقت المهمة السادسة لصاروخ فالكون 9 بنجاح قمر كاسيوب الصناعي التابع لوكالة الفضاء الكندية إلى مدار قطبي، وأثبتت إمكانية إعادة تشغيل محرك ميرلين 1 دي للتحكم في عملية إعادة دخول المرحلة الأولى في الغلاف الجوي – التي هي جزء من برنامج الشركة لتطوير نظام إطلاق قابل لإعادة الاستخدام – التي هي خطوة ضرورية في جعل الصاروخ قابلًا لإعادة الاستخدام.

### كيستريل
كان كيستريل محركًا صاروخيًا يعمل بالضغط ويستخدم وقود آر بّي 1 والاكسجين السائل، طُور من قِبل سبيس إكس ليكون المحرك الرئيسي للمرحلة الثانية لصاروخ فالكون 1؛ استُخدم بين عامي 2006 و2009. بُني المحرك باستخدام محور الارتكاز الرأسي الخاص بمحرك ميرلين ولكنه لا يحتوي على مضخة توربينية، وغُذي بالوقود فقط عن طريق ضغط الخزان. تم التحكم بمتجه الدفع باستخدام مشغلات كهروميكانيكية موضوعة على قبة المحرك للتحكم بزاويتي الانحدار والانعراج. تم التحكم في زاوية الالتفاف – والتموضع أثناء مرحلة التحرك الحر - بواسطة صواريخ دفعية تعمل بالهيليوم البارد.

### محركات الميثان
في نوفمبر 2012، ظهرت محركات الميثالوكس عندما أعلن إيلون ماسك، الرئيس التنفيذي لشركة سبيس إكس، عن توجه جديد لمحركات الدفع الصاروخية في الشركة: تطوير محركات صواريخ تعمل بالميثان والأكسجين السائل. الهدف من تطوير سبيس إكس لمحركات الميثان والأكسجين السائل (الميثالوكس) هو دعم برنامج تطوير تكنولوجيا المريخ الخاص بالشركة. لم يكن لدى الشركة أي خطط لبناء محرك بوقود الميثالوكس للمرحلة العليا لفالكون 9 أو فالكون الثقيل. مع ذلك، في 7 نوفمبر 2018، غرد إيلون ماسك، «سيتم تطوير المرحلة الثانية من فالكون 9 لتكون مثل نسخة مصغرة من صاروخ فالكون الكبير (بي إف آر)»، ما قد يعني استخدام محرك رابتور في هذه المرحلة الثانية الجديدة. ينصب تركيز برنامج تطوير المحركات الجديد حصريًا على محرك رابتور بهدف استخدامه في المهمات المريخية.